# Classificació de la Copa del Món de futbol 2018-OFC
La fase de Classificació de la Copa del Món de futbol 2018 de la zona oceànica fou organitzada i supervisada per l'OFC.
La classificació del grup d'Oceania es divideix en tres fases per a una possible plaça a decidir contra un representant sud-americà. A la primera fase s'enfrontaran els 4 pitjors equips en una lligueta de la que el guanyador es classificarà per a la següent fase. El guanyador de la primera fase i els 7 millors equips de la federació es repartiran en la segona fase en dos grups de 4 equips amb semifinals i final. S'eliminarà a l'últim de cada grup mentre els altres 6 equips passaran a la tercera fase. Es formaran 2 grups de 3 equips d'on els guanyadors es jugaran la plaça per determinar quin equip jugarà el play-off contra el cinquè classificat de la zona sud-americana.

## Primera fase (grup únic)
| Equip                | Pts | PJ | PG | PE | PP | GF | GC | DG |
| -------------------- | --- | -- | -- | -- | -- | -- | -- | -- |
| Samoa                | 6   | 3  | 2  | 0  | 1  | 6  | 3  | +3 |
| Samoa Nord-americana | 6   | 3  | 2  | 0  | 1  | 6  | 4  | +2 |
| Illes Cook           | 6   | 3  | 2  | 0  | 1  | 4  | 2  | +2 |
| Tonga                | 0   | 3  | 0  | 0  | 3  | 1  | 8  | -7 |

## Segona fase (grups)

### Grup A
| Equip             | Pts | PJ | PG | PE | PP | GF | GC | DG  |
| ----------------- | --- | -- | -- | -- | -- | -- | -- | --- |
| Papua Nova Guinea | 5   | 3  | 1  | 2  | 0  | 11 | 3  | +8  |
| Nova Caledònia    | 5   | 3  | 1  | 2  | 0  | 9  | 2  | +7  |
| Tahití            | 5   | 3  | 1  | 2  | 0  | 7  | 3  | +4  |
| Samoa             | 0   | 3  | 0  | 0  | 3  | 0  | 19 | -19 |

### Grup B
| Equip        | Pts | PJ | PG | PE | PP | GF | GC | DG |
| ------------ | --- | -- | -- | -- | -- | -- | -- | -- |
| Nova Zelanda | 9   | 3  | 3  | 0  | 0  | 9  | 1  | +8 |
| Salomó       | 3   | 3  | 1  | 0  | 2  | 1  | 2  | -1 |
| Fiji         | 3   | 3  | 1  | 0  | 2  | 4  | 6  | -2 |
| Vanuatu      | 3   | 3  | 1  | 0  | 2  | 3  | 8  | -5 |

## Tercera fase (grups)

### Grup C
| Equip          | Pts | PJ | PG | PE | PP | GF | GC | DG |
| -------------- | --- | -- | -- | -- | -- | -- | -- | -- |
| Nova Zelanda   | 10  | 4  | 3  | 1  | 0  | 6  | 0  | +6 |
| Nova Caledònia | 5   | 4  | 1  | 2  | 1  | 4  | 5  | -1 |
| Fiji           | 1   | 4  | 0  | 1  | 3  | 3  | 8  | -5 |

### Grup D
| Equip             | Pts | PJ | PG | PE | PP | GF | GC | DG |
| ----------------- | --- | -- | -- | -- | -- | -- | -- | -- |
| Salomó            | 9   | 4  | 3  | 0  | 1  | 6  | 6  | +0 |
| Tahití            | 6   | 4  | 2  | 0  | 2  | 7  | 4  | +3 |
| Papua Nova Guinea | 3   | 4  | 1  | 0  | 3  | 6  | 9  | -3 |

| Partit | Equip 1      | Resultat global | Equip 2 | Resultat anada | Resultat tornada |
| ------ | ------------ | --------------- | ------- | -------------- | ---------------- |
| Final  | Nova Zelanda | 8-3             | Salomó  | 6-1            | 2-2              |

## Repesca amb la CONMEBOL
| Partit | Equip 1      | Resultat global | Equip 2 | Resultat anada | Resultat tornada |
| ------ | ------------ | --------------- | ------- | -------------- | ---------------- |
| R      | Nova Zelanda | 0-2             | Perú    | 0-0            | 0-2              |